# ЮТВ Холдинг
ЮТВ Холдинг (United Television Holding Russia) — российский медиахолдинг, основанный в августе 2009 года. Штаб-квартира располагается в Москве. ЮТВ Холдинг прекратил свое функционирование в  2019 году. На его базе была создана группа компаний «Медиа-1» – холдинг, владеющая рядом крупнейших медиаактивов, среди которых: группа компаний «Выбери радио» (управляет региональными радиостанциями),  каналы «Муз-ТВ», «Ю», Канал Дисней (до 14 декабря 2022 года), «Солнце» и второй по величине оператор наружной рекламы России – компания Gallery.

## История
ЮТВ Холдинг был создан путём слияния телевизионных активов компаний Media One Holdings Limited и Art Finance & Media (Cyprus) Limited в августе 2009 года. В 2020 году Иван Таврин, после получения 100% доли в ЮТВ холдинге от Алишера Усманова, принял решение объединить все принадлежащие ему медиа-активы в один холдинг.

### Запуск «Канала Disney»
27 октября 2011 года по итогам встречи председателя Правительства Владимира Путина с руководством компании Walt Disney и медиагруппы ЮТВ, Disney купила 49 % акций принадлежащей холдингу «Семёрки» с целью запуска одноимённого общедоступного телеканала.
Телеканал Семёрка прекратил вещание 31 декабря 2011 года в 12:00 по московскому времени. В последний день вещания были показаны блок советских мультфильмов и три художественных фильма — «Радости и печали маленького лорда», «Приключения короля Артура» и киносказка «Три орешка для Золушки». После этого, по окончании последнего указанного фильма, была показана одна из заставок, где закадровый голос Елены Ивасишиной объявил о завершении вещания:
«Телеканал „Семёрка“ заканчивает своё вещание. Мы прощаемся с вами и желаем счастливого нового года. Волшебство начинается».
После чего шёл 29-секундный таймер обратного отсчёта, который похож на таймер телеканала «Jetix» но в новогоднем стиле. На месте бывшей «Семёрки» была запущена эфирная версия канала Disney, который сперва показал презентацию эфирного канала и анимационный фильм «Микки: И снова под Рождество». В некоторых городах на месте «Семёрки» была включена настроечная таблица.

### Перевод «Муз-ТВ» на кабельное вещание. Запуск телеканала «Ю». 20-я кнопка
26 июля 2012 года появилась информация, что «Муз-ТВ» может быть преобразован (фактически разделён на два канала). 31 июля и 1 августа «ЮТВ Холдинг» опубликовал пресс-релизы о ребрендинге канала «Муз-ТВ» в «Ю» и запуске «Муз-ТВ», как нового музыкального канала с прежним названием. 16 сентября в 12:00 произошёл запуск канала «Ю». В это же время начал вещать телеканал «Муз-ТВ», переехав на другую, кабельную частоту. В декабре, Муз-ТВ получил позицию во втором мультиплексе, тем самым вновь получив федеральную лицензию.

### Поглощение «СТС Медиа»
В 2014 году были внесены поправки в Закон о СМИ, запретившие иностранным лицам владеть более чем 20 % любого СМИ с 1 января 2016 года. Ограничение распространилось и на холдинг «СТС Медиа» — на тот момент 37,9 % акций «СТС Медиа» принадлежало шведской Modern Times Group, ещё около 36 % акций находилось в свободном обращении на нью-йоркской бирже Nasdaq. Это побудило владельцев и менеджмент компании думать об изменении состава её собственников.
В начале июля 2015 года холдинг ЮТВ получил эксклюзивное право на ведение переговоров с СТС. Вскоре после этого «СТС Медиа» получил необязывающее предложение от ЮТВ о покупке 75 % в операционных активах компании в России и Казахстане за $200 млн. 25 сентября это предложение было принято советом директоров компании. По заявлению генерального директора Юлианы Слащёвой, подобный сценарий позволит менеджменту компании сосредоточиться на бизнесе, разрешив проблемы, вызванные изменением законодательства о СМИ. Для окончательного закрытия сделки в декабре понадобилось одобрение акционеров. Слащёва лично призвала их проголосовать за продажу «СТС Медиа». Сделка была закрыта 24 декабря 2015 года. При закрытии сделки было объявлено, что Слащёва сохранит свой пост в компании.
В мае 2016 года «СТС Медиа» провёл делистинг акций с фондовой биржи Nasdaq. 26 мая 2016 года стало известно о том, что Юлиана Слащёва уходит из «СТС Медиа». 30 мая 2016 года к обязанностям генерального директора холдинга «СТС Медиа» приступил Вячеслав Муругов.

### Поглощение «Национальной Медиа группой»
В августе 2024 года материнская компания холдинга «Медиа-1» — Kismet Capital Group, также принадлежащая Ивану Таврину, объявила о продаже компании группе инвесторов, в числе которых «Медиа-Телеком» (совместная компания Ростелекома и НМГ). По словам экспертов Forbes, продажа имеет скорее политический мотив, нежели финансовый.

## Собственники и руководство
- Генеральный директор
  - Андрей Димитров (с февраля 2013[27] по 13 октября 2020 года)[28].
  - Константин Кипнис (с 14 октября 2020)[29]
- Директор по продаже прямой рекламы
  - Елизавета Ванжула (с февраля 2014 года).

В середине октября 2015 года было объявлено, что «ЮТВ Холдинг» совместно с USM Holdings Алишера Усманова инвестируют 100 млн долларов в киберспортивную организацию Virtus Pro.

## Деятельность

### Действующая
- «Ю»
- «Солнце»
- «Муз-ТВ»
- Digital-продакшн компания «Divico»
- Федеральный дистрибьютор радио-эфира «Выбери Радио»

### Закрытая
- «Семёрка»
- «Канал Disney»
- Музыкальный стриминговый сервис «ClipYou.ru»
- Федеральный оператор наружной рекламы «Gallery»